# Gemeinsame Einwanderungspolitik
Die gemeinsame Einwanderungspolitik bezeichnet die interne Politik der Europäischen Union zur wirksamen Steuerung der Migrationsströme, angemessenen Behandlung von Drittstaatsangehörigen, die sich rechtmäßig in einem Mitgliedstaat aufhalten, sowie zur Verhütung und verstärkten Bekämpfung von illegaler Einwanderung und Menschenhandel (Art. 79 Abs. 1 AEU-Vertrag). In diesem Zusammenhang kann die Union mit Drittländern auch Rückführungsabkommen über eine Rückübernahme von Drittstaatsangehörigen in ihr Ursprungs- oder Herkunftsland schließen, die die Voraussetzungen für die Einreise in das Hoheitsgebiet eines der Mitgliedstaaten oder die Anwesenheit oder den Aufenthalt in diesem Gebiet nicht oder nicht mehr erfüllen (Art. 79 Abs. 3 AEUV).
Die Politik im Bereich Grenzkontrollen, Asyl und Einwanderung dient neben mit der justiziellen Zusammenarbeit in Zivil- und Strafsachen sowie der polizeilichen Zusammenarbeit der Verwirklichung eines Raums der Freiheit, der Sicherheit und des Rechts, geregelt im Dritten Teil Titel V Kapitel 2, Art. 77–80 AEUV.
Die europäische Asyl- und Migrationspolitik umfasst eine Integrierte Regelung für die politische Reaktion auf Krisen, eine Vereinheitlichung der Migrationspolitik in der Mitgliedstaaten, die Steuerung regulärer Migrationsbewegungen sowie die Seenotrettung durch die Europäische Agentur für die Grenz- und Küstenwache (Frontex), vor allem auf den Hauptmigrationsrouten über das Mittelmeer und die Bekämpfung der Schleusungskriminalität durch das bei Europol angesiedelte Europäische Zentrum zur Bekämpfung der Migrantenschleusung.
Der Rat der Europäischen Union spielt bei diesen Bemühungen eine besondere Rolle, indem er die strategischen Prioritäten vorgibt (Art. 68 AEUV).
Die gemeinsame Einwanderungspolitik ist eine Angelegenheiten der geteilten Zuständigkeit (Art. 4 Abs. 2 lit. j AEUV), d. h. die Mitgliedstaaten können Gesetze erlassen und verbindliche Rechtsakte insoweit beschließen, als die EU ihre Zuständigkeit nicht ausübt bzw. entschieden hat, ihre eigene Zuständigkeit nicht mehr auszuüben.

## Entwicklung

### Einflussfaktoren
Die Migrationsbewegungen in Europa bzw. in der Europäischen Union erfolgten in der zweiten Hälfte des 20. Jahrhunderts in vier Stufen: Auf Flucht und Vertreibung nach dem Zweiten Weltkrieg folgte die Anwerbung dringend benötigter Arbeitskräfte in einigen westeuropäischen Volkswirtschaften, die Entkolonialisierung Afrikas, Süd- und Südostasiens und schließlich der Nachzug von Familienangehörigen der Arbeitsmigranten.
Die europäische Migrationspolitik wird beeinflusst durch zunehmende Schwierigkeiten der einzelnen Mitgliedstaaten, die Migration auf rein nationaler Ebene zu steuern, die Aufhebung der Binnengrenzen innerhalb der EU im Schengener Abkommen und die vertraglich vereinbarte Freizügigkeit für EU-Bürger, die auch irreguläre Migration erleichtert sowie die zunehmende Überalterung der Bevölkerung, wodurch für viele europäische Staaten ein Mangel an Erwerbstätigen abzusehen ist.
Die Flüchtlingskrise in Europa 2015/2016 erhöhte den Migrationsdruck stark.

### Europäisierung der Migrationspolitik
Petra Bendel unterscheidet bei der europäischen Migrations- und Asylpolitik drei Phasen:
- 1957–1990: koordinierte Politik der EU-Staaten
- 1990–1999: verstärkte Zusammenarbeit zwischen den EU-Staaten
- seit 1999: Gemeinsame Migrationspolitik.

Die traditionell nationalstaatlichen Interessen der inneren Sicherheit und der Souveränität wurden seit den 1990er Jahren zunehmend Gegenstand supranationaler vertraglicher Regelungen zum Aufbau eines Raums der Freiheit, der Sicherheit und des Rechts.
Mit dem Schengener Abkommen wurde nicht nur ein Abbau von Personenkontrollen an den Binnengrenze vereinbart, sondern auch Schritte zu einer gemeinsamen Visa- und Asylpolitik. Die Öffnung des Eisernen Vorhangs führte zu einer Zunahme der Asylbewerber und Flüchtlinge in allen EU-Staaten. Im Dubliner Übereinkommen wurden in diesem Zusammenhang vor allem Regelungen zur Bestimmung des zuständigen Asyllandes getroffen.
Der Vertrag über die Europäische Union (Vertrag von Maastricht) begründete zum 1. November 1993 in Art. 100c EGV/Maastricht erstmals eine Zuständigkeit von Organen der Europäischen Union für Fragen der Visapolitik mit einer zentralen Rolle für den Rat der Europäischen Union:

„Der Rat bestimmt auf Vorschlag der Kommission und nach Anhörung des Europäischen Parlaments einstimmig die dritten Länder, deren Staatsangehörige beim Überschreiten der Außengrenzen der Mitgliedstaaten im Besitz eines Visums sein müssen. Bei einer Notlage in einem dritten Land, die zu einem plötzlichen Zustrom von Staatsangehörigen dieses Landes in die Gemeinschaft zu führen droht, kann der Rat jedoch auf Empfehlung der Kommission mit qualifizierter Mehrheit für einen Zeitraum von höchstens sechs Monaten den Visumzwang für Staatsangehörige des betreffenden Landes einführen. Der nach diesem Absatz eingeführte Visumzwang kann nach dem Verfahren des Absatzes 1 verlängert werden. Vom 1. Januar 1996 an trifft der Rat Entscheidungen im Sinne des Absatzes 1 mit qualifizierter Mehrheit.“

In den Bestimmungen über die Zusammenarbeit in den Bereichen Justiz und Inneres in Titel VI EUV betrachten die Mitgliedstaaten zudem die Asyl- und die Einwanderungspolitik sowie die Politik gegenüber den Staatsangehörigen dritter Länder als Angelegenheiten von gemeinsamem Interesse und schufen damit eine vertragliche Grundlage für die migrationspolitische Kooperation der EU-Staaten.
Der Vertrag von Amsterdam ordnete zum 1. Mai 1999 die Aufgabenbereiche neu. Es wurde im EG-Vertrag ein neuer Titel IV Visa, Asyl, Einwanderung und andere Politiken betreffend den freien Personenverkehr (Art. 61–69 EGV/Amsterdam) eingefügt. Im Laufe von fünf Jahren nach Inkraftsetzung des Vertrags wollte man sowohl eine gemeinsame Migrations- und Asylpolitik anbahnen als auch die Anrechte Drittstaatsangehöriger sowie die Zuständigkeiten und Mindeststandards für Asylsuchende festsetzen.
Der mit dem Vertrag von Lissabon reformierte Vertrag über die Arbeitsweise der Europäischen Union (AEUV) bestimmt in Art. 79 Abs. 1 und Abs. 5 seit dem 1. Dezember 2009:

„Die Union entwickelt eine gemeinsame Einwanderungspolitik, die in allen Phasen eine wirksame Steuerung der Migrationsströme, eine angemessene Behandlung von Drittstaatsangehörigen, die sich rechtmäßig in einem Mitgliedstaat aufhalten, sowie die Verhütung und verstärkte Bekämpfung von illegaler Einwanderung und Menschenhandel gewährleisten soll. [...] Dieser Artikel berührt nicht das Recht der Mitgliedstaaten, festzulegen, wie viele Drittstaatsangehörige aus Drittländern in ihr Hoheitsgebiet einreisen dürfen, um dort als Arbeitnehmer oder Selbstständige Arbeit zu suchen.“

Die Migrations- und Asylpolitik der EU gilt für alle Mitgliedstaaten außer Dänemark, für die diese Politik nicht gilt (Opt-out), und Irland, das sich an bestimmten Maßnahmen beteiligen kann (Opt-in).

## Politische Maßnahmen der EU
Bis 1990 verfügte die EU über keinerlei migrationspolitischen Kompetenzen. Jeder Staat regelte seine Belange selbst und es gab nur in Bereichen wie Kriminalitätsbekämpfung erste gemeinsame Absprachen. 1989 war die Mauer gefallen und der eiserne Vorhang hatte sich geöffnet; deshalb gewann 1990 die europäische Migrationspolitik an Gewicht.
Der seit 1999 gültige Vertrag von Amsterdam verlagert die Kompetenzen der einzelnen Mitgliedsstaaten zu Migration und Asyl nach Brüssel.

### Europäische Migrationsagenda
Am 13. Mai 2015 wurde die Europäische Migrationsagenda vereinbart. Die Agenda sieht vier Handlungsschwerpunkte vor:
1. Anreize für irreguläre Migration reduzieren: Ursachen für irreguläre Migration und Vertreibung in Drittländern angehen, kriminelle Schleuser- und Menschenhändlernetze bekämpfen, Rückkehr/Rückführung;
2. Grenzmanagement: Menschenleben retten und Außengrenzen sichern;
3. Europas Schutzauftrag: eine starke gemeinsame Asylpolitik;
4. Eine neue Politik für legale Migration: gut gesteuerte reguläre Migration und Visumpolitik, wirksame Integration, Maximierung der Entwicklungsvorteile in den Herkunftsländern.

Vier Jahre später wurde eine Zwischenbilanz gezogen. Die Europäische Kommission resümierte, angesichts einer instabilen Situation sei eine Konsolidierung des Fortschritts erforderlich.

### Migration und Fachkräftebedarf
Angesichts eines Fachkräftemangels einerseits und einer hohen Zahl von Geflüchteten aus der Ukraine andererseits machte die Europäische Kommission den Vorschlag, die Richtlinie 2011/98/EU betreffend die Rechtsstellung der langfristig aufenthaltsberechtigten Drittstaatsangehörigen und die Richtlinie 2003/109/EG (Daueraufenthaltsrichtlinie) zu überarbeiten. Durch die Änderungen sollen u. a. Bewerbungen aus dem Ausland erleichtert werden, und legal beschäftigte ausländische Arbeitskräfte sollen den Arbeitgeber wechseln dürfen und auch bei vorübergehender Arbeitslosigkeit nicht sofort ihre Arbeitserlaubnis verlieren. Für die Erlangung der Rechtsstellung eines langfristig Aufenthaltsberechtigten sollen Aufenthalte in unterschiedlichen Mitgliedstaaten zusammengerechnet werden können. Außerdem kündigte die EU-Kommission die Einführung eines EU-Fachkräftepools („EU-Talentpool“) an; dieser Fachkräftepool soll angesichts der Situation in der Ukraine bereits im Sommer 2022 als Pilotprojekt vorliegen.

### Integrations- und Inklusionspolitik
Die Integration von Zugewanderten, allgemeiner die Integration und Inklusion, wird durch die Europäische Union unterstützt. Maßnahmen in diesem Bereich werden von der Europäischen Kommission ebenso wie von einzelnen Programmen der Mitgliedstaaten gefördert. Hierbei kommen mehrere EU-Fonds (AMIF, ESF, EFRE und Erasmus+) zum Einsatz. Mit ihrem Aktionsplan für Integration und Inklusion 2021–2027 hat die Europäische Kommission einen Rahmen für eine EU-weite Stärkung und Intensivierung der Integrations- und Inklusionspolitik vorgegeben.

## Politische Maßnahmen der Mitgliedstaaten

### Deutschland

#### Bundesgesetze
Das Aufenthaltsgesetz regelt allgemein für Drittstaatsangehörige die Einreise, den Aufenthalt, die Erwerbstätigkeit sowie die Aufenthaltsbeendigung. Begehrt der Ausländer hingegen im Bundesgebiet Asyl, sind die speziellen Regelungen des Asylrechts zu berücksichtigen, insbesondere die des Asylgesetzes (AsylG).
Zur Umsetzung der Richtlinie 2009/50/EG (Hochqualifiziertenrichtlinie), der Richtlinie 2014/36/EU des Europäischen Parlaments und des Rates vom 26. Februar 2014 über die Bedingungen für die Einreise und den Aufenthalt von Drittstaatsangehörigen zwecks Beschäftigung als Saisonarbeitnehmer und der Richtlinie (EU) 2016/801 des Europäischen Parlaments und des Rates vom 11. Mai 2016 über die Bedingungen für die Einreise und den Aufenthalt von Drittstaatsangehörigen zu Forschungs- oder Studienzwecken, zur Absolvierung eines Praktikums, zur Teilnahme an einem Freiwilligendienst, Schüleraustauschprogrammen oder Bildungsvorhaben und zur Ausübung einer Au-pair-Tätigkeit (Bildungsmigration) dient das Fachkräfteeinwanderungsgesetz von 2019.
Das Zuwanderungsgesetz von 2004 regelt dagegen die Steuerung und Begrenzung der Zuwanderung, den Aufenthalt und die Integration von Unionsbürgern und Ausländern.
Gegenstand des Einwanderungsrechts sind außerdem Fragen der Einbürgerung und des Staatsangehörigkeitsrechts.

#### Kommunalpolitik
Über 700 europäische Städte (Stand 2021) versuchen, die Politik der Mitgliedstaaten und der EU zu verändern und arbeiten mit Hilfe der Zivilgesellschaft an der Verbesserung ihrer lokalen Migrationspolitik.

### Österreich
Die gesetzlichen Grundlagen für die Zulassung ausländischer Arbeitskräfte zum österreichischen Arbeitsmarkt sind das Ausländerbeschäftigungsgesetz (AuslBG) und die korrespondierenden aufenthaltsrechtlichen Bestimmungen im Niederlassungs- und Aufenthaltsgesetz (NAG) und Fremdenpolizeigesetz 2005 (FPG). § 114 FPG enthält auch den Straftatbestand der Schlepperei.

### Frankreich
In Frankreich haben Islamisten seit den 1980er Jahren oft islamistische Anschläge verübt. 
Nach dem Anschlag auf Charlie Hebdo am 7. Januar 2015 und der Geiselnahme an der Porte de Vincennes zwei Tage später erarbeitete Francois Fillon (Premierminister von 2007 bis 2012 und damals Kandidat der Partei Les Républicains bei der Präsidentschaftswahl 2017) ein Programm zur Einwanderungspolitik Frankreichs. 
Am 13. November 2015 beging die Terrororganisation IS fünf koordinierte Anschläge in Paris. 130 Menschen starben und 683 wurden verletzt. 
Bei den Regionalwahlen in Frankreich 2015 erhielt die Partei Front National (später umbenannt in Rassemblement National) im ersten Wahlgang am 6. Dezember 2015 27,73 Prozent der Wählerstimmen (Rechte 26,65 %, Linke 23,12 %). Bei den Regionalwahlen in Frankreich 2021 erhielt der RN im ersten Wahlgang 18,68 % und im zweiten 19,05 % der Stimmen.
Bei der Europawahl in Frankreich 2024 erhielt die Partei Rassemblement National (RN) 31,4 Prozent der Stimmen und 30 Sitze im Europäischen Parlament. 
Bei der vorgezogenen Parlamentswahl in Frankreich am 30. Juni und am 7. Juli 2024 erhielt der RN 33,15 % der Stimmen (plus 14,47 Prozentpunkte) und 125 von 577 Sitzen in der Nationalversammlung.
Laut Analysen nach diesen Wahlen waren Unmut über Masseneinwanderung und Inflation die wichtigsten Motive für die Wähler des RN.
2022 wurden von den insgesamt 134.280 amtlichen Ausreiseentscheidungen nur 6,4 Prozent vollstreckt. 
Das liegt größtenteils an Verschleppungs- oder Verweigerungsstrategien der Herkunftsländer. Oft versuchen Menschen aus der ehemaligen Kolonie Frankreichs Französisch-Westafrika (heute u. a. Marokko, Algerien und Tunesien), nach Frankreich zu migrieren. In vielen dieser ehemaligen Kolonien wird bis heute Französisch gesprochen. 
Frankreichs Zusammenarbeit zum Beispiel mit Marokko, Algerien und Tunesien wird durch Streitigkeiten erschwert, die bis in die Kolonialzeit zurückreichen.
Bruno Retailleau, Innenminister seit September 2024, verfolgt eine andere Immigrationspolitik als sein Vorgänger Gérald Darmanin. 
Er hat einen harten Kurs gegen Einwanderungswillige und Vorschläge zur Immigrationskontrolle angekündigt. 
Ihm gilt die Immigrationspolitik der italienischen Regierung unter Georgia Meloni als Vorbild. Italien hat mit Albanien ein Abkommen geschlossen. Retailleau sagte, Italien spiele damit eine Vorreiterrolle.
Retailleau setzt anders als Marine Le Pen auf Lösungen auf EU-Ebene.